# Mal giocondo
Mal giocondo è una raccolta di poesie di Luigi Pirandello. Costituisce il suo esordio nella letteratura.
Quando pubblicò questi versi, Pirandello aveva solo 22 anni, ed era in procinto di trasferirsi da Roma all'università di Bonn per proseguire gli studi di filologia romanza. La raccolta fu stampata presso l'erudito libraio-editore Luigi Pedone-Lauriel di Palermo, nel 1889.

## Contesto storico
L'opera rispecchia la società italiana degli anni ottanta: anni di profonda crisi che vedono la fine del pensiero positivista e l'inizio di una ricerca di nuovi orientamenti.

## Titolo dell'opera
Il titolo Mal giocondo costituisce un ossimoro in quanto unisce due parole di significato assolutamente contrastante poiché "mal" suggerisce disagio, disorientamento e la dissonanza del tempo che fu di Pirandello, e "giocondo" indica allegria. L'ossimoro deriva da un verso dell'artista neogentile quattrocentesco Angelo Poliziano, e precisamente dal primo canto della sua opera più importante, Le stanze, che recita: "Sì bel titolo d'Amore ha dato il mondo/ a una cieca peste, a un mal giocondo" (ottava 13, versi 7/8).

## Temi
Ad ogni modo il sentimento amoroso è per Pirandello un mal giocondo, quello stesso che dà nome alla prima raccolta e che tanto si riferisce alla vita “che pur triste innamora” e tanto proprio all’amore.
Nella poesia vengono presentate in forma allegorica le lusinghe d’amore attraverso la rappresentazione di una selva che prende e avvinghia l’eroe. Il rinvio è evidente alle selve incantate di tanta tradizione (ed in particolare all’Orlando Furioso di Ariosto e alla Gerusalemme liberata del Tasso), come loci amoeni in cui si realizzano gli incontri amorosi. Ancora d’amore si parla nel XIII e XIV componimento di Mal giocondo ma con un tono cavalleresco più lieve. Sono evidenti le reminiscenze degli studi filologici iniziati da Pirandello a Palermo proseguiti poi a Roma per il secondo anno di lettere, e terminati a Bonn, il 21 marzo del 1891 con la laurea in filologia romanza. La XIII lirica possiede un andamento suadente esaltato dall’immagine di un giovane ragazzo che asciuga con i baci le lacrime sul seno della donna amata che pian piano si lascia morire.
Mal giocondo che esprime quanto di più ingenuo e spontaneo poteva essere presente nella sua arte a quell’epoca (sia perché inizia a scrivere queste poesie giovanissimo, sia perché ancora ignaro di tutte le teorizzazioni critiche sull’arte in generale e su quella umoristica in particolare).
Oltre che per il cambiamento tematico presente nelle liriche di Pasqua di Gea, l’importanza di questa seconda raccolta è rintracciabile anche nel fatto che con essa Pirandello inizia a discostarsi dalla tradizione cui, almeno nelle prime liriche di Mal giocondo, si era dimostrato fedele continuatore, per iniziare a provarsi in una singolarissima versificazione, sviluppando particolari e delicate tematiche che riprenderà anche nelle opere successive.

## Stile e struttura
Mal giocondo possiede una struttura simmetrica molto evidente: le liriche a l’Eletta e Solitaria incorniciano le cinque sezioni Romanzi, Allegre, Intermezzo Lieto, Momentanee e Triste. L’intera raccolta è anche testimonianza versificata del cambiamento di vita del giovane Pirandello che da Agrigento si trasferisce prima a Palermo e poi a Roma. Tale passaggio e crescita viene descritta nei versi, da un lato, a livello formale e stilistico attraverso una sprovincializzazione delle liriche e una tensione sempre maggiore verso la ricerca di una propria identità poetica e, dall'altro, a livello tematico, attraverso una sempre crescente disillusione rispetto alla realtà.
L'ultima sezione, Triste, evidenzia, infatti, soprattutto a livello tematico, il passaggio di Pirandello da Palermo alla Roma umbertina e tutta la delusione delle aspettative del giovane di riuscire a ricredersi sui valori morali della gente che, dopo l'esperienza vissuta in Sicilia leggibile tra le pagine de I vecchi e i giovani, in realtà lo tradisce nuovamente. Speranzoso, infatti, di poter ottenere una rivalsa, il giovane si era recato a Roma, "paese dei sogni", città che, però, lo delude perché piena di "fango" affarismo e corruzione (per questo motivo sono presenti anche toni umoristici).
La raccolta si divide in una poesia di apertura, 5 sezioni e una poesia di chiusura:
- A l'Eletta

| Schema metrico   | Schema rimico | Contenuto |
| ---------------- | ------------- | --------- |
| Tredici Quartine | versi sciolti |           |

- Romanzi

I
| Schema metrico            | Schema rimico | Contenuto |
| ------------------------- | ------------- | --- |
| una Ottava e una Quartina | ABABABCC DEDE | La poesia si basa su una metafora: l'autore paragona il fuggire del cocchiere, al fuggire dell'uomo dai propri dolori. Compara la nube di polvere che si crea al partire del carro, alla nube di sogni che circonda l'uomo. |

II
| Schema metrico    | Schema rimico | Contenuto |
| ----------------- | ------------- | --------- |
| Trentuno Quartine | versi sciolti |           |

III-Giove parla
| Schema metrico | Schema rimico  | Contenuto |
| -------------- | -------------- | --------- |
| Tre Quartine   | ABAB CDCD EFEF |           |

IV
| Schema metrico   | Schema rimico | Contenuto |
| ---------------- | ------------- | --------- |
| Tredici Quartine | versi sciolti |           |

V
| Schema metrico | Schema rimico | Contenuto |
| -------------- | ------------- | --------- |
| versi sciolti  | versi sciolti |           |

VI
| Schema metrico   | Schema rimico | Contenuto |
| ---------------- | ------------- | --------- |
| Ventidue Sestine | versi sciolti |           |

VII
| Schema metrico | Schema rimico | Contenuto |
| -------------- | ------------- | --------- |
| Nove Quartine  | versi sciolti |           |

VIII
| Schema metrico            | Schema rimico | Contenuto |
| ------------------------- | ------------- | --------- |
| una Ottava e una Quartina | ABABABCC DEDE |           |

IX-Cavalleresca
| Schema metrico | Schema rimico      | Contenuto |
| -------------- | ------------------ | --------- |
| Venti Quartine | ABAB CDCD EFEF ... |           |

X
| Schema metrico | Schema rimico      | Contenuto |
| -------------- | ------------------ | --------- |
| Sette Quartine | ABBA CDDC EFFE ... |           |

XI
| Schema metrico | Schema rimico | Contenuto |
| -------------- | ------------- | --------- |
| Versi sciolti  | Versi sciolti |           |

XII
| Schema metrico | Schema rimico      | Contenuto |
| -------------- | ------------------ | --------- |
| Tre Quartine   | ABCB DEFE GHIH ... |           |

XIII
| Schema metrico                                    | Schema rimico              | Contenuto |
| ------------------------------------------------- | -------------------------- | --------- |
| una Ottava, una strofa di 12 versi e una Quartina | ABABABCC DEDEFGFGFGHH ILIL |           |

XIV
| Schema metrico | Schema rimico | Contenuto |
| -------------- | ------------- | --------- |
| Versi sciolti  | Versi sciolti |           |

XV
| Schema metrico | Schema rimico | Contenuto |
| -------------- | ------------- | --------- |
| Nove Quartine  | Versi sciolti |           |

- Allegre

I
| Schema metrico | Schema rimico | Contenuto |
| -------------- | ------------- | --------- |
| Otto Quartine  | Versi sciolti |           |

II
| Schema metrico                         | Schema rimico              | Contenuto |
| -------------------------------------- | -------------------------- | --------- |
| Quattro strofe di 5 versi e un Distico | ABABA CDCDC EFEFE GHGHG AA |           |

III-La caccia di Domiziano
| Schema metrico  | Schema rimico      | Contenuto |
| --------------- | ------------------ | --------- |
| Undici Quartine | AAAB CCCB DDDB ... |           |

IV
| Schema metrico | Schema rimico      | Contenuto |
| -------------- | ------------------ | --------- |
| Dieci Quartine | ABAB CDCD EFEF ... |           |

V-Serenata ad'Allegra
| Schema metrico                                                         | Schema rimico                   | Contenuto |
| ---------------------------------------------------------------------- | ------------------------------- | --------- |
| Dieci Terzine intervallate da dieci Distici che fungono da ritornello. | ABC DD ABC EE FGH II FGH DD ... |           |

VI
| Schema metrico               | Schema rimico         | Contenuto |
| ---------------------------- | --------------------- | --------- |
| Un Distico e undici Quartine | AA BBBA CCCA DDDA ... |           |

VII-Cnf. Macchiavelli
| Schema metrico  | Schema rimico      | Contenuto |
| --------------- | ------------------ | --------- |
| Dodici Quartine | ABAB CDCD EFEF ... |           |

VIII
| Schema metrico | Schema rimico        | Contenuto |
| -------------- | -------------------- | --------- |
| Versi sciolti  | ABABCBCDCDEDEFEFGF G |           |

IX
| Schema metrico | Schema rimico      | Contenuto |
| -------------- | ------------------ | --------- |
| Nove Quartine  | ABAB CDCD EFEF ... |           |

X
| Schema metrico | Schema rimico      | Contenuto |
| -------------- | ------------------ | --------- |
| Sei Quartine   | ABAB CDCD EFEF ... |           |

XI
| Schema metrico          | Schema rimico         | Contenuto |
| ----------------------- | --------------------- | --------- |
| Sette strofe di 5 versi | ABAAB CDCCD EFEEF ... |           |

XII
| Schema metrico | Schema rimico      | Contenuto |
| -------------- | ------------------ | --------- |
| Sei Quartine   | ABAB CDCD EFEF ... |           |

XIII
| Schema metrico | Schema rimico     | Contenuto |
| -------------- | ----------------- | --------- |
| Versi sciolti  | ABABCDCDCDEDE ... |           |

- Intermezzo lieto

I
| Schema metrico | Schema rimico | Contenuto |
| -------------- | ------------- | --------- |
| Nove Terzine   | Versi sciolti |           |

II
| Schema metrico | Schema rimico    | Contenuto |
| -------------- | ---------------- | --------- |
| Versi sciolti  | ABABCDEEFDCF ... |           |

III
| Schema metrico | Schema rimico    | Contenuto |
| -------------- | ---------------- | --------- |
| Versi sciolti  | ABABCBCDCDED ... |           |

IV
| Schema metrico | Schema rimico      | Contenuto |
| -------------- | ------------------ | --------- |
| Dieci Quartine | ABCB DEFE GHIH ... |           |

V-Nozze di Lina
| Schema metrico | Schema rimico     | Contenuto |
| -------------- | ----------------- | --------- |
| Venti Quartine | ABAB CDCD EFEF .. |           |

VI-La pioggia benefica
| Schema metrico | Schema rimico | Contenuto |
| -------------- | ------------- | --------- |
| Versi sciolti  | Versi sciolti |           |

VII
| Schema metrico     | Schema rimico | Contenuto |
| ------------------ | ------------- | --------- |
| Diciannove Distici | Versi sciolti |           |

VIII
| Schema metrico | Schema rimico | Contenuto |
| -------------- | ------------- | --------- |
| SeiQuartine    | Versi sciolti |           |

- Momentanee

I
| Schema metrico | Schema rimico | Contenuto |
| -------------- | ------------- | --------- |
| Dieci Quartine | Versi sciolti |           |

II
| Schema metrico           | Schema rimico   | Contenuto |
| ------------------------ | --------------- | --------- |
| Una Ottava e una Sestina | ABABABAB CDCEDE |           |

III
| Schema metrico | Schema rimico | Contenuto |
| -------------- | ------------- | --- |
| Versi sciolti  | Versi sciolti | Nella lirica è già evidente la particolare attività della riflessione, che porta alla caduta di ogni ideale. Questa riflessione viene quasi antropomorfizzata, cioè presentata come un gigante severo, descritta come elemento puramente involontario che nasce nella mente dell’uomo che diventa un tarlo che non gli permette di vivere serenamente. |

IV
| Schema metrico            | Schema rimico | Contenuto |
| ------------------------- | ------------- | --------- |
| Una Ottava e una Quartina | ABABABCC DEDE |           |

V
| Schema metrico | Schema rimico    | Contenuto |
| -------------- | ---------------- | --------- |
| Versi sciolti  | ABABCBCDCDED ... |           |

VI
| Schema metrico                         | Schema rimico   | Contenuto |
| -------------------------------------- | --------------- | --------- |
| Due Distici intervallati a dueQuartine | AA BCBC DD EFEF |           |

VII
| Schema metrico  | Schema rimico      | Contenuto |
| --------------- | ------------------ | --------- |
| Cinque Quartine | ABBA CDDC EFFE ... |           |

VIII
| Schema metrico | Schema rimico      | Contenuto |
| -------------- | ------------------ | --------- |
| Nove Quartine  | ABAB CDCD EFEF ... |           |

IX
| Schema metrico | Schema rimico  | Contenuto |
| -------------- | -------------- | --------- |
| Versi sciolti  | ABABABABCDCDCD |           |

X
| Schema metrico | Schema rimico   | Contenuto |
| -------------- | --------------- | --------- |
| Versi sciolti  | ABABCBCDCDE ... |           |

XI
| Schema metrico | Schema rimico | Contenuto |
| -------------- | ------------- | --------- |
| Versi sciolti  | ABABCBCD ...  |           |

XII
| Schema metrico | Schema rimico | Contenuto |
| -------------- | ------------- | --------- |
| Versi sciolti  | ABABCBCD ...  |           |

XIII
| Schema metrico            | Schema rimico | Contenuto |
| ------------------------- | ------------- | --------- |
| Una Ottava e una Quartina | ABABABCC DEDE |           |

XIV
| Schema metrico | Schema rimico | Contenuto |
| -------------- | ------------- | --------- |
| Versi sciolti  | Versi sciolti |           |

XV
| Schema metrico   | Schema rimico | Contenuto |
| ---------------- | ------------- | --------- |
| Quattro Quartine | Versi sciolti |           |

XVI
| Schema metrico   | Schema rimico       | Contenuto |
| ---------------- | ------------------- | --------- |
| Quattro Quartine | ABAB CDCD EFEF GHGH |           |

- Triste

I
| Schema metrico | Schema rimico   | Contenuto |
| -------------- | --------------- | --------- |
| Versi sciolti  | ABABCBCDCDE ... |           |

II
| Schema metrico | Schema rimico   | Contenuto |
| -------------- | --------------- | --------- |
| Versi sciolti  | ABABCBCDCDE ... |           |

III
| Schema metrico           | Schema rimico   | Contenuto |
| ------------------------ | --------------- | --------- |
| Una Ottava e una Sestina | ABABABAB CDCEDE |           |

IV
| Schema metrico | Schema rimico   | Contenuto |
| -------------- | --------------- | --------- |
| Versi sciolti  | ABABCBCDCDE ... |           |

V
| Schema metrico | Schema rimico   | Contenuto |
| -------------- | --------------- | --------- |
| Versi sciolti  | ABABCBCDCDE ... |           |

VI
| Schema metrico | Schema rimico   | Contenuto |
| -------------- | --------------- | --------- |
| Versi sciolti  | ABABCBCDCDE ... |           |

VII
| Schema metrico | Schema rimico | Contenuto |
| -------------- | ------------- | --------- |
| Versi sciolti  | Versi sciolti |           |

VIII
| Schema metrico | Schema rimico | Contenuto |
| -------------- | ------------- | --------- |
| Versi sciolti  | Versi sciolti |           |

IX
| Schema metrico | Schema rimico | Contenuto |
| -------------- | ------------- | --------- |
| Versi sciolti  | Versi sciolti |           |

- Solitaria

| Schema metrico | Schema rimico | Contenuto |
| -------------- | ------------- | --------- |
| Versi sciolti  | ABBACDCDEFEF  |           |